# Paul Troost
Paul Ludwig Troost (Elberfeld, 17 de agosto de 1878 – Munique, 21 de março de 1934) foi um arquiteto alemão que ficou famoso por trabalhar para Adolf Hitler durante a Alemanha Nazista.

## Vida

### Início da carreira
Nascido em Elberfeld na Renânia, Troost frequentou o Technical College of Darmstadt e, ao terminar seu curso, trabalhou com Martin Dülfer em Munique no início de 1920. Ele então se qualificou como professor universitário. Na década de 1920, ele abriu seu próprio escritório de arquitetura e tornou-se membro da associação modernista Deutscher Werkbund. Troost projetou várias salas do Palácio Cecilienhof em Potsdam. Depois de uma viagem aos Estados Unidos em 1922, ele projetou uma decoração de navio a vapor para a empresa de navegação Norddeutscher Lloyd antes da Primeira Guerra Mundial e os acessórios para transatlânticos em um estilo que combinava o tradicionalismo espartano com elementos de modernidade. Ele foi responsável pelo projeto de todos os maiores navios da empresa, como SS Europa, SS Berlin, SS München e SS Homeric, até 1929.
Troost pertencia a uma escola de arquitetos como Peter Behrens e Walter Gropius que, mesmo antes de 1914, reagiu fortemente contra o movimento Jugendstil altamente ornamental e defendeu um movimento contido e esguio abordagem arquitetônica, quase desprovida de ornamentos.

### Hitler
Troost e Adolf Hitler se conheceram em 1929, por meio do editor nazista Hugo Bruckmann e sua esposa Elsa.  Embora antes de 1933 ele não pertencesse ao grupo líder de arquitetos alemães, Troost se tornou o principal arquiteto de Hitler, cujo estilo neoclássico se tornou por um tempo a arquitetura oficial do Terceiro Reich. Seu trabalho encheu Hitler de entusiasmo, e ele planejou e construiu edifícios estaduais e municipais em toda a Alemanha.

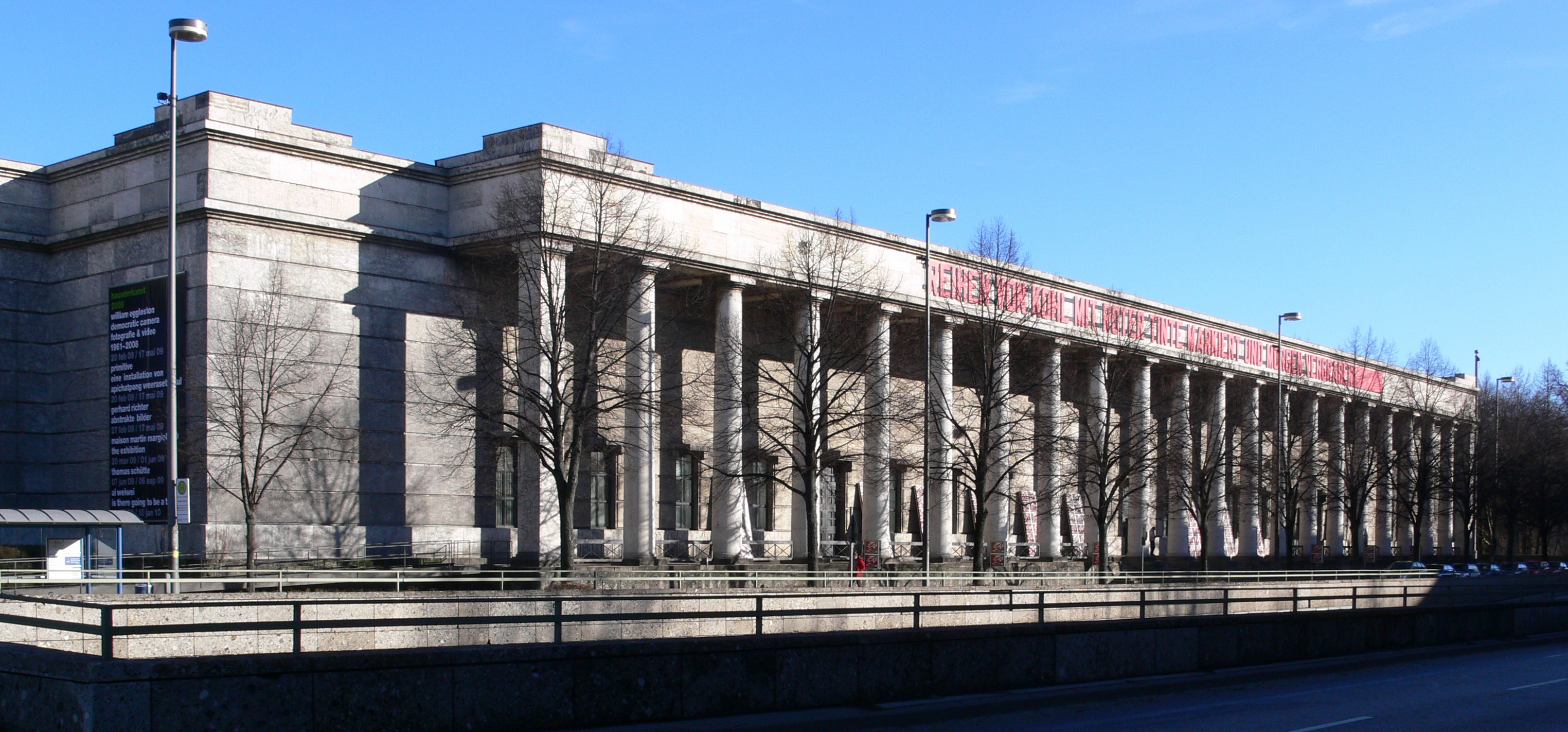
Haus der Kunst em 2009

Hitler encarregou Troost de converter o Barlow Palais em Munique na sede do Partido Nazista, a "Casa Brown",  decorando-o em um estilo pesado e antimodernista sob a supervisão de Hitler.
No outono de 1933, ele foi contratado para reconstruir e reformar as habitações de Hitler na Chancelaria do Reich em Berlim. Junto com outros arquitetos como Ludwig Ruff, Troost planejou e construiu edifícios estaduais e municipais em todo o país, incluindo novos escritórios administrativos, edifícios sociais para trabalhadores e pontes nas principais rodovias. Uma das muitas estruturas que ele planejou antes de sua morte foi a Haus der Deutschen Kunst ("Casa da Arte Alemã") em Munique, modelada no Altes Museum de Schinkel em Berlim. O museu foi construído de 1933 a 1937 seguindo os planos de Troost e era a Alemanha Nazista a primeira estrutura monumental da arquitetura nazista. Hitler pretendia que fosse um grande templo para uma "verdadeira e eterna arte do povo alemão". Foi um bom exemplo da imitação de formas clássicas em edifícios públicos monumentais durante o Terceiro Reich, embora posteriormente Hitler tenha se afastado do estilo mais contido de Troost, voltando à grandeza imperial mais elaborada que ele admirava no Ringstraße do século XIX de sua juventude.
Troost também redesenhou a Königsplatz em Munique para incluir novos edifícios do Partido Nazista e um "Templo de Honra". 
O relacionamento de Hitler com Troost era o de um aluno para um professor admirado. De acordo com Albert Speer, que mais tarde se tornou o arquiteto favorito de Hitler, o Führer cumprimentava Troost impacientemente com as palavras: "Mal posso esperar, Herr professor. Há algo novo? Vamos ver!" Troost então apresentaria seus planos e esboços mais recentes. Hitler frequentemente declarava, de acordo com Speer, que "ele primeiro aprendeu o que era arquitetura com Troost" '. A morte do arquiteto em 21 de janeiro de 1934, após uma doença grave, foi um golpe doloroso, mas Hitler permaneceu próximo de sua viúva Gerdy Troost, cujo gosto arquitetônico frequentemente coincidia com o dele, o que a tornava (nas palavras de Speer) "uma espécie de árbitro de arte em Munique".

## Morte
Troost morreu em 21 de janeiro de 1934 com a idade de 55. Hitler lhe concedeu postumamente o Prêmio Nacional Alemão de Arte e Ciência em 1937. Ele foi enterrado no Nordfriedhof (Cemitério do Norte), em Munique. A lápide ainda sobrevive, embora o nome da família tenha sido removido.